# Боунс
Боунс (енгл. Bones) америчка је телевизијска серија која се премијерно приказивала на телевизији Фокс од 13. септембра 2005. до 28. марта 2017, а у Србији се приказује на РТС-у. Серија је лабаво заснована на књигама америчког форензичног антрополога Кети Рајкс, а у свакој епизоди се описују методе које користи форензичко-антрополошки тим докторке Темперанс „Боунс“ Бренан (Емили Дешанел) да би се решио неки од случајева повезаних са пронађеним људским остацима. Случајеви су у надлежности ФБИ-а а води их специјални агент Сили Бут (Дејвид Боријаназ) којем у решавању случајева помаже тим докторке Бренан. Радња се одиграва у Вашингтону.

## Радња
Темперанс Бренан је једна од водећих стручњака за форензичку антропологију. Она ради на институту „Џеферсонијан“ и предводи један од најбољих тимова који открива идентитете жртава. Тим докторке Бренан често помаже различитим владиним организацијама на утврђивању идентитета жртве или сведока злочина. Бренанова је позната по томе што има необичан начин да реконструише догађаје из прошлости и „прочита“ трагове онда кад осталима то не полази за руком. У тиму стручњака са којима она сарађује су и реалистична Анџела Монтенегро (Микајла Конлин), која је створила јединствен начин за реконструкцију места злочина помоћу тродимензионалне компјутерске слике, бриљантни Зак Ади (Ерик Милеган), који је због своје ингениозности понекад потпуно без додира са стварношћу, доктор Џек Хоџинс (Ти Џеј Тајн), експерт за инсекте, споре и минерале, а проучавањем завера бави се из хобија.
Ван лабораторије најчешћи партнер Бренановој је специјални агент Сили Бут који ради у Одељењу за истраживање убистава при ФБИ-у. Он је бивши снајпериста који озбиљно приступа случајевима и више се ослања на изјаве сведока и истраживачки рад него на физичке доказе. Наиме, Бренанова је заговорник науке и не верује сведоцима када је решавање злочина у питању. Управо ово је разлог због кога се Бут не слаже најбоље са помало арогантном и често неприступачном докторком Бренан.